# Tornyiszentmiklós
Tornyiszentmiklós là một thị trấn thuộc hạt Zala, Hungary. Thị trấn này có diện tích 18,52 km², dân số năm 2010 là 634 người, mật độ 34 người/km².